# Adger
Adger é uma comunidade não incorporada no condado de Jefferson, no estado norte-americano do Alabama. No local há uma agência de correio, duas mercearias e várias igrejas.[carece de fontes?]

## Clima
O clima nesta região é caracterizado por verões quentes e úmidos e geralmente de invernos suaves a frios. De acordo com o sistema de classificação climática de Köppen-Geiger, Adger tem um clima subtropical úmido, abreviado "Cfa" nos mapas climáticas.